# Liophidium therezieni
Liophidium therezieni — вид змій родини Pseudoxyrhophiidae. Ендемік Мадагаскару.

## Поширення і екологія
Liophidium therezieni поширені на півночі і північному заході острова Мадагаскару, зокрема в заповіднику Анкарана. Вони живуть в сухих листяних лісах, трапляються серед карстових вапнякових скель.

## Збереження
МСОП класифікує цей вид як вразливий. Anolis therezieni загрожує знищення природного середовища.